# Lotogol
A Lotogol foi uma modalidade de loteria criada e realizada pela Caixa Econômica Federal (CEF) de 2002 a 2019. O jogo consiste em acertar placares de jogos de futebol pré-determinados. O apostador ganha acertando 3, 4 ou 5 placares. Apesar da CEF não ter encerrado essa loteria oficialmente, seu último concurso ocorreu em 3 de junho de 2019 (concurso 1054).

## Probabilidade de acerto
A probabilidade de acerto é:
- 5 placares: 1 chance em 9.765.625
- 4 placares: 1 chance em 81.380
- 3 placares: 1 chance em 1.695

## História
Em fevereiro de 2002, a Caixa Econômica Federal (CEF) anunciou que a loteria Bolão Federal seria substituída pela Lotogol. Suas vendas se iniciaram no dia 9 e o primeiro sorteio ocorreu no dia 18. Até outubro, a loteria foi a que menos arrecadou e premiou dentre todas da CEF: arrecadou 4,7 milhões e premiou 1,6 milhões. Em 2004, foi anunciado que a CEF pretendia encerrar a loteria, já que era a que menos recebia apostas.
Apesar da Caixa não ter encerrado essa loteria oficialmente, seu último concurso ocorreu em 3 de junho de 2019 (concurso 1054).